# Daniel Marchesseau
Pour les articles homonymes, voir Marchesseau.
 (août 2016).
Si vous disposez d'ouvrages ou d'articles de référence ou si vous connaissez des sites web de qualité traitant du thème abordé ici, merci de compléter l'article en donnant les références utiles à sa vérifiabilité et en les liant à la section « Notes et références ».
 (août 2016).
Daniel Marchesseau, né le 20 septembre 1947 à Paris, est conservateur général honoraire du patrimoine et historien de l'art.
Sa carrière l'a d'abord conduit au musée d'Art moderne de la ville de Paris (de 1973 à 1981 puis, à nouveau, de 1992 à 1998) et au musée des arts décoratifs de Paris (1982-1991). Il a dirigé depuis fin 1997 jusqu'à février 2013 le musée de la Vie romantique à Paris. Commissaire et codirecteur de nombreuses expositions à Paris, il a par ailleurs contribué en France et à l'étranger à de multiples catalogues et publications. Directeur honoraire du musée de la Vie romantique, il poursuit aujourd'hui ses activités de commissaire d'expositions en France et à l'étranger.

## Biographie
Fils de Claude Marchesseau, ingénieur, et Denyse Carré, professeur, tous deux résistants déportés, petit-fils de Jean-Marie Carré, professeur de littérature comparée à la Sorbonne, il est élève au Lycée Montaigne, à Paris (cf. Carole Blumenfeld, entretien, in Sources) ; au Colegio Frances, à Buenos Aires ; au Lycée Louis-le-Grand, à Paris avant d’entrer à l’Institut d'art et d'archéologie, Paris IV-Sorbonne (1967-1971).
Reçu au concours de conservateur des musées de la Ville de Paris en 1973, il effectue un stage au département des peintures du Louvre sous la direction de MM. Michel Laclotte et Pierre Rosenberg. 
Affecté au musée d'Art moderne de la ville de Paris (MAMVP), il participe à diverses expositions : 
- « Le Cubisme » (1973)
- « Alechinsky » (1974)
- « Marino di Teana » (1975)
- « Arnaldo Pomodoro » (1976)
- « José Luis Cuevas, Œuvres sur papier » (1976)
- « Joaquín Torres García » (1976)
- « La Peinture anglaise d'aujourd'hui : de Bridget Riley à David Hockney » (1977)
- « César, première rétrospective à Paris (1977)
- « Louis le Brocquy » (1978)
- « Geneviève Asse, l'Œuvre gravé » (1978)
- « Le Constructivisme et l'Art concret - La Collection McCrory » (1978)
- « Joan Miró sculpteur » (1979)
- « Jackson Pollock Drawings into Painting » et « Hans Namuth : Jackson Pollock à l'atelier » (organisées avec le MoMA, 1979)
- « Abstraction-Création » (1979)
- « Modigliani », commissaire de l'exposition du XXe anniversaire du MAMVP (380 000 visiteurs).

En 1982, nommé adjoint du directeur, François Mathey, au musée des arts décoratifs, il est chargé de la muséographie du futur Musée de la mode et du textile (1983), et présente diverses expositions sur le XXe siècle : 
- « Roy Lichtenstein » (1982)
- « Jean Amado » (1985)
- « Diego Giacometti » (1986, suivie d'une importante donation au musée)
- « Roberto Matta, Eramen » (1988)
- « Picasso, Je suis le cahier » (1989)
- « Scott Burton, sculptures » (1989)
  - Calder intime (1989) - exposition itinérante en 1990-1991 sous le titre "The Intimate World of Alexander Calder", Mexico, Centro Cultural Arte Contemporaneo; New York, The Cooper-Hewitt Museum; Minneapolis Art Museum; Kyoto & Tokyo
- « Niki de Saint Phalle, Le Sida, tu ne l'attraperas pas » (1990)
- « Guy de Rougemont Espaces publics et art décoratif » (1990)
- « Donation Jean Dubuffet, nouvelle présentation » (1990).

De retour au musée d'Art moderne de la ville de Paris en 1992, il organise 
- « Marc Chagall, Les années russes » (1995)
- « Alexander Calder sculpteur » (1996)
- « Mark di Suvero Sculptures monumentales in situ » à Paris » : Esplanade des Invalides, site de la BNF, Esplanade de La Villette, Place Saint-Germain-des-Prés, UNESCO (1997).
- « Les Lalanne »[2] au Château de Bagatelle (1998).

Promu conservateur général du Patrimoine, il est nommé à la direction du Musée de la Vie romantique (fin 1998) où il organise de 1999 à fin 2012 une trentaine d'expositions, accompagnées de catalogues:
1999
- Hommage à Jean Marais, Héros romantique d’aujourd’hui, par Daniel Marchesseau et al.
- Sand–Musset / Histoire d’un film : Les Enfants du siècle de Diane Kurys (sans catalogue).

2000
- Bijoux romantiques (1820-1850) La Parure à l’époque de George Sand - autour des collections du Musée des arts décoratifs, par Daniel Marchesseau et al.
- Sam Szafran - L‘Atelier dans l’atelier, par Daniel Marchesseau et al.

2001
- Dessins romantiques français provenant de collections privées parisiennes par Louis-Antoine Prat.
- Photographies hongroises - Des romantismes aux avant-gardes, par Daniel Marchesseau et al.

2002
- André Malraux et la modernité - le dernier des romantiques, Exposition du centenaire de sa naissance, par Solange Thierry et al.
- Martine Franck photographe, par Daniel Marchesseau et al.
- Constantin Guys - Fleurs du mal - Dessins des musées Carnavalet et du Petit Palais, par Daniel Marchesseau et al.

2003
- Trésors d'argent - Les Froment-Meurice - Orfèvres romantiques parisiens, par Daniel Marchesseau et al.
- Gustave Moreau Mythes & Chimères - aquarelles et dessins secrets du Musée Gustave-Moreau, par Daniel Marchesseau et al.

2004
- Au cœur de l’Impressionnisme - La Famille Rouart, par Solange Thierry et al.
- George Sand - Une nature d’artiste, exposition du bicentenaire de sa naissance, par Jérôme Godeau et al.

2005
- Richard Lindner - Adults-Only, par Daniel Marchesseau et al.
- La Collection Brasiliana - Les Peintres voyageurs romantiques au Brésil, par Daniel Marchesseau et al.

2006
- Picasso-Crommelynck - Dialogues d’atelier, par Daniel Marchesseau et al.
- Pierre Loti - Fantômes d’Orient, par Jérôme Godeau et Solange Thierry & al.

2007
- Sang d’encre - Théophile Bra, un illuminé romantique, par Daniel Marchesseau et al.
- Jean-Jacques Henner - Face à l’Impressionnisme, le dernier des romantiques, par Daniel Marchesseau et al.

2008
- L’Âge d’or du romantisme allemand - Aquarelles & dessins à l’époque de Goethe, par et sous la direction de Hinrich Sieveking, et al.
- Ingres, Ombres permanentes - Belles feuilles du musée Ingres de Montauban, par Catherine Lépront.

2009
- Marc Riboud - L’Instinct de l’instant – 50 ans de photographie, par Daniel Marchesseau et al.
- William Blake - Le Génie visionnaire du romantisme anglais, sous la direction de Daniel Marchesseau et Michael Phillips & al. (exposition tenue au musée du  Petit Palais)
- Souvenirs d'Italie - Chefs-d'œuvre du Petit Palais, 1600-1850, par Daniel Marchesseau et al.

2010
- Frédéric Chopin, La Note bleue - exposition du bicentenaire de sa naissance, par Solange Thierry et Jérôme Godeau & al.
- La Russie romantique, à l'époque de Pouchkine et Gogol, Chefs-d'œuvre de la Galerie Tretiakov, Moscou, dans le cadre de l'année France-Russie, par Daniel Marchesseau et al.

2011
- Jardins romantiques français, du jardin des Lumières au parc romantique, par Catherine de Bourgoing et al.
- Patrick Faigenbaum - Photographies - Paris proche et lointain, par Daniel Marchesseau et Jean-François Chevrier. Le catalogue a reçu le Prix J. J. Berger de l'Académie des beaux-arts - Institut de France.

2012
- Théâtres romantiques à Paris, Collections du musée Carnavalet, par Jean-Marie Bruson.
- Intérieurs romantiques, Aquarelles, 1820-1890, provenant du Cooper Hewitt, Smithsonian Design Museum, New York, Donation Eugene V. Thaw, par Daniel Marchesseau et al.

Il a par ailleurs présenté :
- Zao Wou-Ki, rétrospective itinérante dans les musées de Kaohsiung (Taïwan) et Hong Kong (1995) avant la première en République populaire de Chine, présentée aux musées de Shanghai, Pékin, Canton (1998-1999)
- De l'Impressionnisme à la Modernité, Musée Mohamed Mahmoud Khalil, Le Caire, Année France-Égypte, 1998
- Marie Laurencin, Musée Marmottan Monet (2013), Paris
- Pol Bury, Espace Fondation EDF, Paris (2015)
- de nombreuses expositions à la Fondation Gianadda, Martigny, Suisse (cf. infra) ou dans des musées au Japon, au Mexique et aux États-Unis.

Il est donateur au musée du Quai Branly, Paris, comme à la Fondation Pierre Gianadda, en mémoire de son compagnon et ami André Fourquet, décédé en 2001.
En juin 2022, à la suite de la vente de sa collection d'œuvres de Claude et François-Xavier Lalanne chez Sotheby’s en mai de la même année, Daniel Marchesseau a fait don de 5 millions d'euros au musée d'Orsay pour financer la restauration de l'hôtel de Mailly-Nesle, situé quai Voltaire à Paris, qui abritera le futur Centre de Ressources et de Recherche du musée d'Orsay, qui portera son nom′.